# Heliconia chartacea
Heliconia chartacea är en enhjärtbladig växtart som beskrevs av Irwin E. Lane och Humberto de Souza Barreiros. Heliconia chartacea ingår i släktet Heliconia och familjen Heliconiaceae.

## Underarter
Arten delas in i följande underarter:
- H. c. chartacea
- H. c. meeana

## Bildgalleri

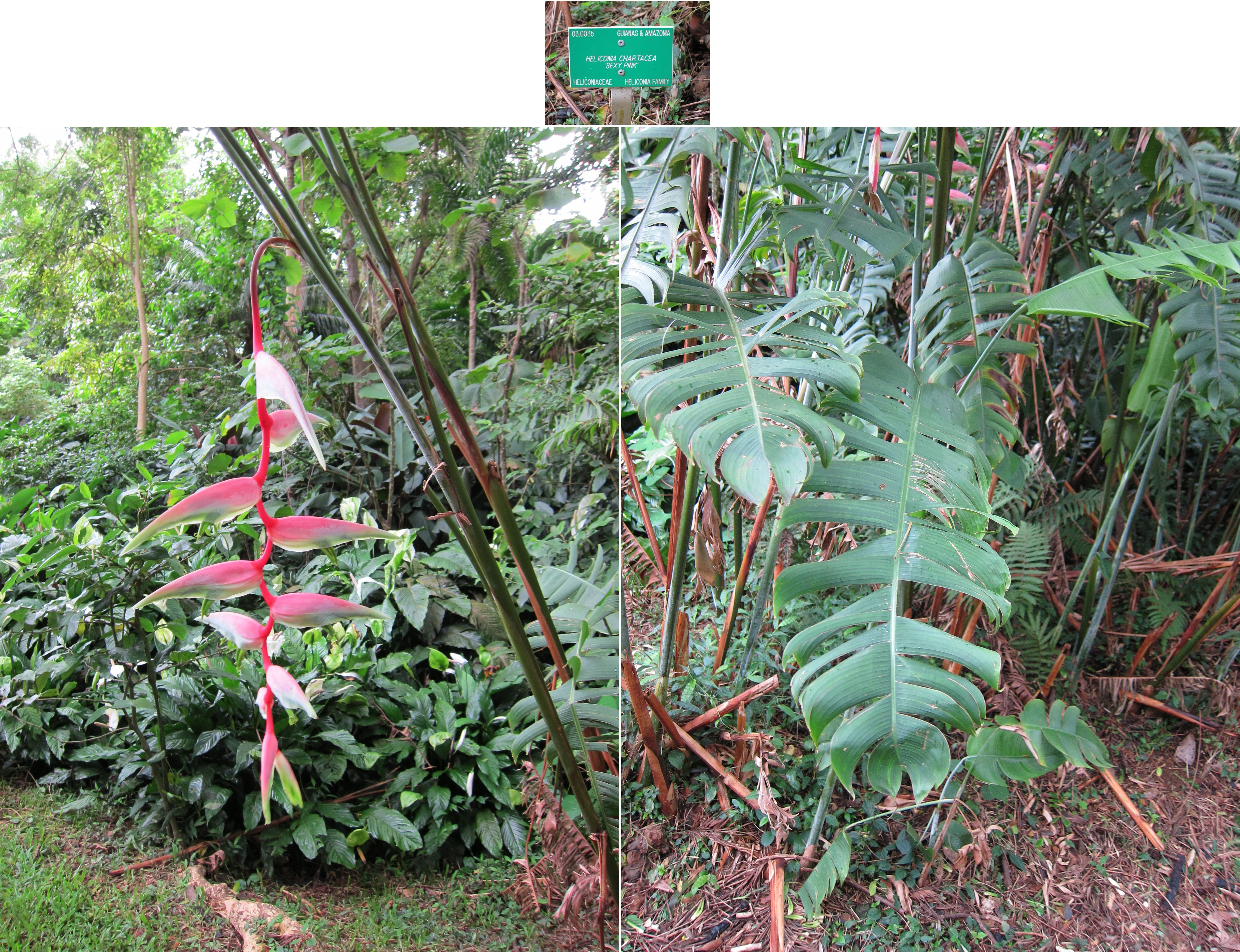
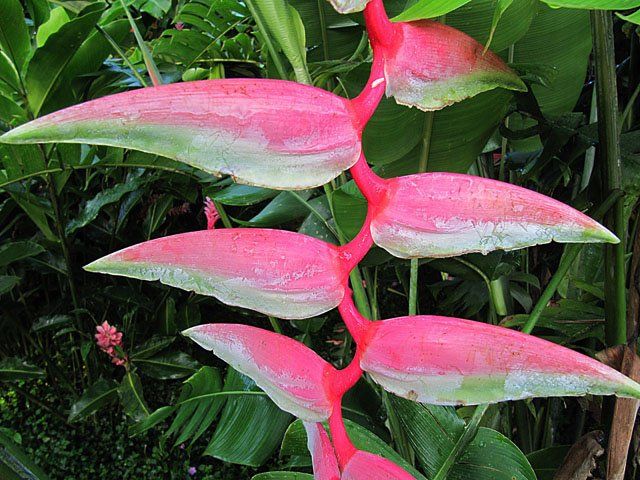
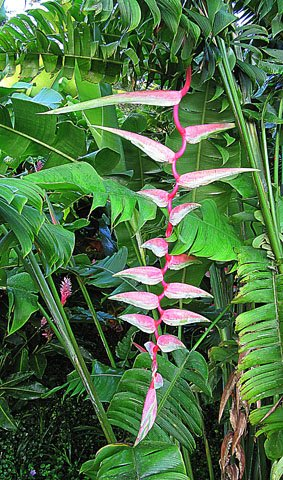
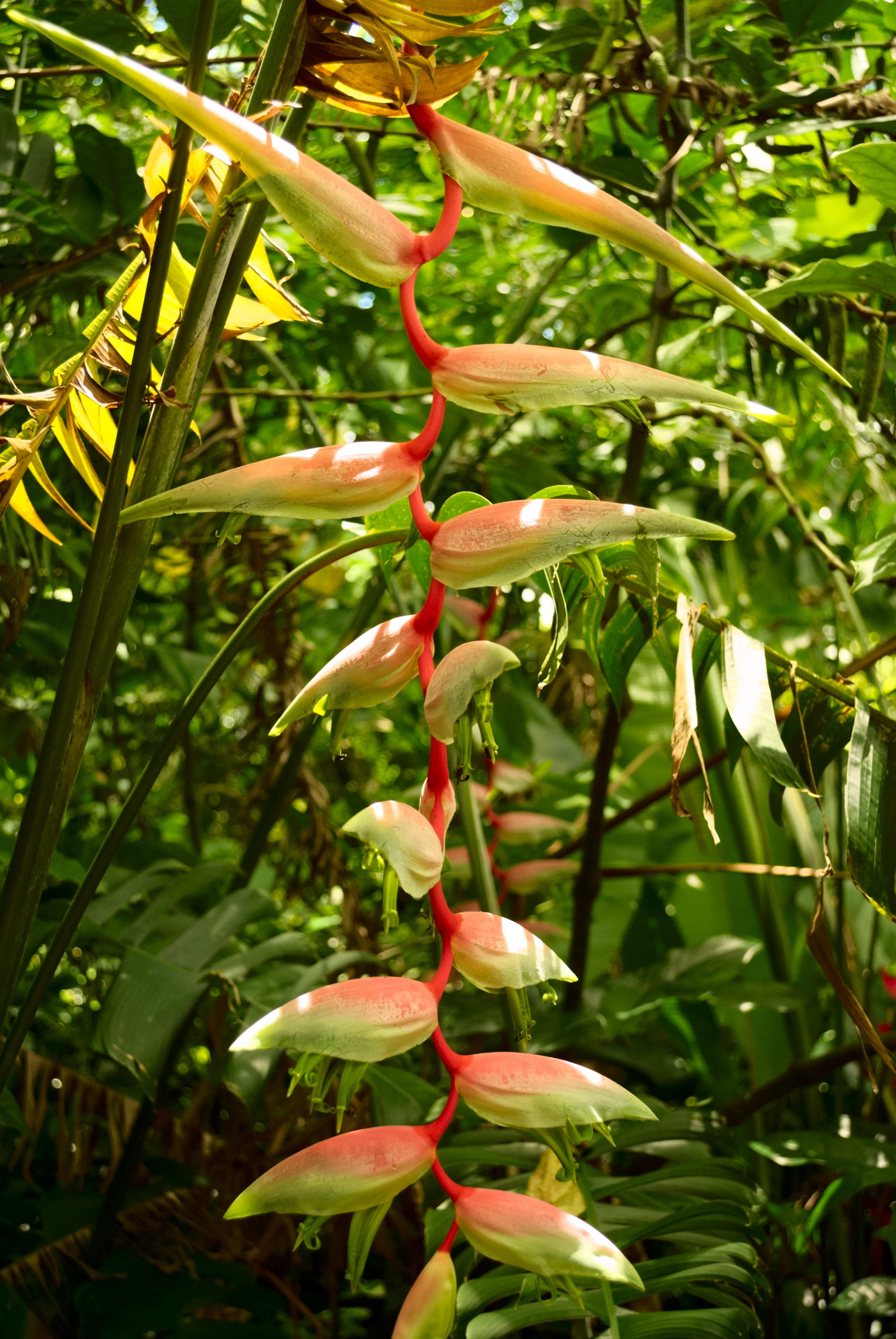